# Somaloniscus ercolinii
Somaloniscus ercolinii là một loài chân đều trong họ Eubelidae. Loài này được Ferrara miêu tả khoa học năm 1971.